# Тарасові явори
Тара́сові явори́ — комплексна пам'ятка природи місцевого значення в Україні. Розташована в Лисянському районі Черкаської області, біля села Будище. 
Урочище має природно-історичну цінність як резерват вікових рослин і унікальних природних комплексів.

## Опис
Розташована в Лисянському лісництві (квартал 74, виділ 56). Статус присвоєно згідно з рішенням Черкаської обласної ради від 25.06.2015 року № 41-9/VI. 
Під охороною перебуває місце зростання трьох вікових дерев тополі білої (Populus alba) із такими морфометричними показниками: рослина № 1: обхват стовбура (на висоті 1,3 м) — 4,8 м, діаметр — 1,53 м; рослина № 2: обхват — 3,83 м, діаметр — 1,22 м; рослина № 3: обхват — 3,6 м, діаметр — 1,15 м. Їхній приблизний вік становить не менше 140—170 років. Сучасні стовбури зазначених рослин, ймовірно, утворилися внаслідок відмирання попередніх, на спільній кореневій системі. Сукупний обхват приґрунтової частини рослин становить понад 10 м (гіпотетичний діаметр — 3,18 м). За оцінками, загальний вік трьох дерев екземплярів (зокрема, нижньої частини) становить не менше 300 років. Дерева зростають на березі невеликого озера, біля їхніх стовбурів на поверхню виходить джерело. 
Саме в цій місцевості юний Тарас Шевченко ходив шукати вчителя малювання. Оскільки тополі могли бути великими сформованими рослинами упродовж ХІХ ст., тобто сучасниками Т. Шевченка, урочище сповна могло надихнути поета на написання поетичних творів. Заповідана місцевість має схожість до описів Т. Шевченка природи у відомому вірші: наявність горбистої, поритої ярами, місцевості, з якої стікає джерельна вода («тече вода з-під явора…»), лучно-болотної («…яром на долину», «…а кругом їх верболози й лози зеленіють») та лісових ділянок («тече вода із-за гаю»), водойм та близькості до сільських обійсть («…хлюпощуться качаточка помеж осокою», «…тече вода край города, вода ставом стала»).
На території пам'ятки також зростають липа серцелиста, тополя чорна, верба біла, верба п'ятитичинкова, бузина чорна, бруслина європейська та інші.